# Binobin
Binobin (qui signifie « entre-deux » en arabe) est un duo fondé au début des années 2000 et composé de deux frères Adlane et Badr Defouad, auteurs-compositeurs-interprètes franco-marocains nés à Agadir et vivant à Paris.

## Carrière
Leur premier album éponyme sort en 2006 et voit la participation de Ray Lema, Étienne Mbappé, Claude Salmiéri et Nasredine Dalil (flutiste du groupe Mugar).
Leur style est un métissage musical entre des rythmiques nord-africaines (Gnawa, Chaabi, Raï) et des harmonies occidentales (Pop, Jazz, Rock). C’est sur ce canvas que reposent leurs compositions de type mélodique et leurs textes fusionnant la langue française et la Darija,,.
Après quelques années de scène, ils poussent encore plus loin l’esprit de l’entre-deux dans leur deuxième album « Mektoub »,, entourés par des artistes comme Manu Dibango ou encore Titi Robin.
Ils donnent depuis le milieu des années 2000, des concerts dans plusieurs festivals et pays (France,,,,,, Danemark, Allemagne, Maroc,,, Tunisie, Belgique, Angleterre), et réalisent leur troisième album "Cosmopolitan", teinté de sonorités électroniques, en compagnie de Mathieu Boogaerts ou encore Jean-Philippe Rykiel.
Ils participent en 2015 à la chanson "Plus jamais Ebola" réunissant plusieurs artistes africains, ainsi qu'au projet universitaire "Cultural Globalization and Music African Artists in Transnational Networks", en compagnie des Madagascar All Stars (Régis Gizavo, Dama Mahaleo, Erik Manana, Justin Vali).